# Stojići (Kosjerić)
Stojići (Servisch cyrillisch Стојићи) is een plaats in de Servische gemeente Kosjerić. De plaats telt 159 inwoners (2002).